# Liste der Staatsoberhäupter 1480
Übersicht
◄◄ | ◄ | 1476 | 1477 | 1478 | 1479 | Liste der Staatsoberhäupter 1480 | 1481 | 1482 | 1483 | 1484 | ► | ►►

Weitere Ereignisse

## Afrika
- Adal
  - Sultan: Schams ad-Din ibn Muhammad (1472–1487)

- (Abdalwadiden) (im heutigen West-Algerien, Hauptstadt Tlemcen)
  - Sultan: Abu Abdallah Muhammad VII. (1469–1504)

- Ägypten (Burdschiyya-Dynastie)
  - Sultan: Qaid Bay (1468–1496)

- Äthiopien
  - Kaiser (Negus Negest): Konstantin II. (1478–1494)

- Bornu (im heutigen Niger) (Sefuwa-Dynastie)
  - König/Mai: Ali Gazi (1465–1497)

- Ifriqiya (Ost-Algerien, Tunesien) (Hafsiden)
  - Kalif: Abu Umar Uthman (1435–1488)

- Jolof (im heutigen Senegal)
  - Buur-ba Jolof: Birayma N'dyeme Eter (1465–1481)

- Kano
  - Emir: Muhammad Rumfa (1463–1499)

- Kongo
  - Mani-Kongo: Nzinga á Nkuwu (João I.) (1470–1509)

- Marokko (Wattasiden)
  - Sultan: Muhammad asch-Schaich al-Mahdi (1465/72–1505)

- Munhumutapa-Reich
  - Herrscher: ukombero Nyahuma (1480–1490)

- Songhaireich (in Westafrika)
  - Herrscher: Sonni Ali (1464–1492)

## Amerika
- Aztekenreich
  - Tlatoani: Axayacatl (1469–1481)

- Inkareich
  - Inka: Túpac Yupanqui (1471–1493)

## Asien
- China (Ming-Dynastie)
  - Kaiser: Chenghua (1464–1487)

- Japan
  - Kaiser: Go-Tsuchimikado (1464–1500)
  - Shōgun Ashikaga: Ashikaga Yoshihisa (1473–1489)

- Korea (Joseon-Dynastie)
  - König: Seongjong (1469–1494)

- Persien 
  - Sultan (Timuriden-Dynastie): Husain Bayqara (1469–1501)

- Siam (Thailand)
  - König: Borommatrailokanat (1448–1488)
  - Vizekönig: Borommarachathirat III. (1463–1488)

## Europa
- Andorra
  - Co-Fürsten:
    - Graf von Foix: François Fébus (1472–1483)
    - Bischof von Urgell: Pere de Cardona (1472–1515)

- Dänemark
  - König: Christian I. (1448–1481)

- Deutschordensstaat
  - Hochmeister: Martin Truchsess von Wetzhausen (1477–1489)

- England
  - König: Eduard IV. (1461–1470, 1471–1483)

- Frankreich
  - König: Ludwig XI. (1461–1483)
  - Bretagne
    - Herzog: Franz II. (1458–1488)

- Heiliges Römisches Reich
  - König: Friedrich III. (1440–1493) (ab 1452 Kaiser)
  - Kurfürstentümer
    - Erzstift Köln
      - Erzbischof: Ruprecht von der Pfalz (1463/64–1478/80)
      - Erzbischof: Hermann von Hessen (1480–1508) (1498–1508 Administrator von Paderborn)

    - Erzstift Mainz
      - Erzbischof: Diether von Isenburg (1459–1461, 1475–1482)

    - Erzstift Trier
      - Erzbischof: Johann II. von Baden (1456–1503)

    - Böhmen (1471–1490 Herrschaft umstritten)
      - König: Vladislav II. (1471–1516)
      - König: Matthias Corvinus (1471–1490) (in Mähren, Schlesien und Lausitz) (1458–1490 König von Ungarn)

    - Brandenburg
      - Markgraf: Albrecht Achilles (1471–1473/86)
      - Regent: Johann Cicero (1473–1486) (1486–1499 Markgraf)

    - Kurpfalz
      - Pfalzgraf: Philipp der Aufrichtige (1449–1451, 1476–1508)

    - Sachsen
      - Kurfürst: Ernst (1464–1486)

  - geistliche Fürstentümer
    - Hochstift Augsburg
      - Bischof: Johann II. von Werdenberg (1469–1486)

    - Hochstift Bamberg
      - Bischof: Philipp von Henneberg (1475–1487)

    - Hochstift Basel
      - Bischof: Kaspar zu Rhein (1479–1502)

    - Erzstift Besançon
      - Erzbischof: Charles de Neufchâtel (1463–1498)

    - Hochstift Brandenburg
      - Bischof: Arnold von Burgsdorf (1472–1485)

    - Erzstift Bremen
      - Administrator: Heinrich II. von Schwarzburg (1463–1496) (1466–1496 Bischof von Münster)

    - Hochstift Brixen
      - Bischof: Georg Golser (1464–1488)

    - Hochstift Cambrai
      - Bischof: Heinrich von Glymes und Berghes (1480–1502)

    - Hochstift Cammin (1471–1480 umstritten)
      - Bischof: Ludwig von Eberstein (1469–1480) (vom Domkapitel gewählt, vom Papst nicht bestätigt)
      - Bischof: Marinus de Fregeno (1479–1482)

    - Hochstift Chur
      - Bischof: Ortlieb von Brandis (1458–1491)

    - Abtei Corvey
      - Abt: Hermann von Bömelberg (1478–1504)

    - Hochstift Eichstätt
      - Bischof: Wilhelm von Reichenau (1464–1496)

    - Fürstpropstei Ellwangen
      - Propst: Albrecht von Rechberg (1461–1502)

    - Hochstift Freising
      - Bischof: Sixtus von Tannberg (1474–1495) (1470–1474 Bischof von Gurk)

    - Abtei Fulda
      - Abt: Johann von Henneberg-Schleusingen (1472–1513)

    - Hochstift Genf
      - Bischof: Johann Ludwig von Savoyen (1560–1482)

    - Hochstift Halberstadt
      - Administrator: Ernst II. von Sachsen (1479–1513) (1476–1513 Erzbischof von Magdeburg)

    - Hochstift Havelberg
      - Bischof: Wedigo Gans von Putlitz (1460–1487)

    - Hochstift Hildesheim
      - Bischof: Henning vom Haus (1471–1481)

    - Hochstift Konstanz (1474–1481 umstritten)
      - Bischof: Ludwig von Freiberg (1474–1481) (vom Papst ernannt)
      - Bischof: Otto IV. von Sonnenberg (1474–1491) (vom Domkapitel gewählt)

    - Hochstift Lausanne
      - Bischof: Benoît de Montferrand (1476–1491)

    - Hochstift Lübeck
      - Bischof: Albert II. Krummendiek (1466–1489)

    - Hochstift Lüttich
      - Bischof: Ludwig von Bourbon (1456–1482)

    - Erzstift Magdeburg
      - Erzbischof: Ernst von Sachsen (1476–1513) (1479–1513 Administrator von Halberstadt)

    - Hochstift Meißen
      - Bischof: Johann V. von Weißenbach (1476–1487)

    - Hochstift Merseburg
      - Bischof: Thilo von Trotha (1466–1514)

    - Hochstift Metz
      - Bischof: Georg von Baden (1459–1484)

    - Hochstift Minden
      - Bischof: Heinrich III. von Schauenburg (1473–1508)

    - Hochstift Münster
      - Bischof: Heinrich III. von Schwarzburg (1466–1496) (1463–1496 Administrator von Bremen)

    - Hochstift Naumburg
      - Bischof: Heinrich II. von Stammer (1466–1481)

    - Hochstift Osnabrück
      - Bischof: Konrad III. von Diepholz (1455–1482)

    - Hochstift Paderborn
      - Bischof: Simon III. zur Lippe (1463–1498)

    - Hochstift Passau
      - Bischof: Georg Hessler (1480–1482)

    - Hochstift Ratzeburg
      - Bischof: Johannes V. Parkentin (1479–1511)

    - Hochstift Regensburg
      - Bischof: Heinrich IV. von Absberg (1465–1492)

    - Erzstift Salzburg
      - Erzbischof: Bernhard von Rohr (1466–1482)

    - Hochstift Schwerin
      - Bischof: Nikolaus II. von Pentz (1479–1482)

    - Hochstift Sitten
      - Bischof: Walter Supersaxo (1457–1482)

    - Hochstift Speyer
      - Bischof: Ludwig von Helmstatt (1478–1504)

    - Hochstift Straßburg
      - Bischof: Albrecht von Pfalz-Mosbach (1478–1506)

    - Hochstift Toul
      - Bischof: Anton I. von Neuenburg (1461–1495)

    - Hochstift Trient
      - Bischof: Johannes V. Hinderbach (1465–1486)

    - Hochstift Utrecht
      - Bischof: David von Burgund (1456–1496)

    - Hochstift Verden
      - Bischof: Berthold von Landsberg (1470–1481) (1481–1502 Bischof von Hildesheim, 1481–1502 Administrator von Verden)

    - Hochstift Verdun
      - Bischof: Guillaume de Haraucourt (1457–1500)

    - Hochstift Worms
      - Bischof: Reinhard I. von Sickingen (1445–1482)

    - Hochstift Würzburg
      - Bischof: Rudolf II. von Scherenberg (1466–1495)

  - weltliche Fürstentümer
    - Baden
      - Markgraf: Christoph I. (1475–1515)

    - Bayern
      - Bayern-München
        - Herzog: Albrecht IV. (1465–1508)

      - Bayern-Landshut
        - Herzog: Georg der Reiche (1479–1503)

    - Brandenburg-Ansbach
      - Markgraf: Albrecht Achilles (1440–1486) (1471–1486 Kurfürst von Brandenburg, 1457–1486 Markgraf von Brandenburg-Kulmbach)

    - Brandenburg-Kulmbach
      - Markgraf: Albrecht Achilles (1457–1486) (1471–1486 Kurfürst von Brandenburg, 1440–1486 Markgraf von Brandenburg-Ansbach)

    - Hanau
      - Hanau-Lichtenberg
        - Graf: Philipp I. der Ältere (1458–1480)
        - Graf: Philipp II. (1480–1504)

      - Hanau-Münzenberg
        - Graf: Philipp I. der Jüngere (1458–1500) (bis 1467 unter Vormundschaft) (1452–1458 Graf von Hanau)

    - Hessen
      - Niederhessen
        - Landgraf: Wilhelm I. (1471–1493)

      - Oberhessen
        - Landgraf: Heinrich III. (1458–1483)

    - Hohenzollern
      - Graf: Jobst Nikolaus I. (1439–1488)

    - Kleve-Mark
      - Herzog: Johann I. (1448–1481)

    - Lippe
      - Herr: Bernhard VII. (1429–1511)

    - Lothringen
      - Herzogin: Jolande (1473–1483)
      - Herzog: René II. (1473–1508)

    - Mecklenburg
      - Herzog: Albrecht VI. (1477–1483)
      - Herzog: Magnus II. (1477–1503)

    - Nassau
      - ottonische Linie
        - Nassau-Beilstein
          - Graf: Heinrich IV. (1473–1499)

        - Nassau-Breda
          - Graf: Engelbert II. (1475–1504)

        - Nassau-Dillenburg
          - Graf: Johann V. (1475–1516)

      - walramische Linie
        - Nassau-Idstein (1480: Aufteilung in Nassau-Idstein und Nassau-Wiesbaden)
          - Graf: Johann (1426–1480)
          - Graf: Philipp (1480–1509)

        - Nassau-Weilburg (gemeinsame Herrschaft)
          - Graf: Philipp II. (1429–1492)
          - Graf: Johann III. (1472–1480)

        - Nassau-Wiesbaden
          - Graf: Adolf III. (1480–1511)

    - Oldenburg
      - Graf: Gerd (1448–1482)

    - Ortenburg
      - Graf: Georg II. (1460–1488)

    - Ostfriesland
      - Regentin: Theda (1466–1491)
      - Graf: Enno I. (1480–1491)
      - Graf: Edzard I. (1480–1528)

    - Pfalz (Kurlinie siehe unter Kurfürstentümer)
      - Pfalz-Mosbach-Neumarkt
        - Pfalzgraf: Otto II. (1461–1499)

      - Pfalz-Simmern
        - Pfalzgraf: Friedrich I. (1453–1480)
        - Pfalzgraf: Johann I. (1480–1509)

      - Pfalz-Zweibrücken
        - Pfalzgraf: Ludwig I. (1453–1489) (1444–1489 Graf von Veldenz)

    - Pommern
      - Herzog: Bogislaw X. (1478–1523) (1474–1478 Herzog von Pommern-Stettin)

    - Sachsen-Lauenburg (Askanier)
      - Herzog: Johann IV. (1463–1507)

    - Schleswig-Holstein (Schleswig gehörte nicht zum HRR, sondern war Teil Dänemarks)
      - Herzog: Christian I. (1460–1481) (1448–1481 König von Dänemark, 1450–1481 König von Norwegen, 1457–1464 König von Schweden)

    - Waldeck
      - Waldeck-Landau
        - Graf: Otto IV. (1459–1495)

      - Waldeck-Waldeck
        - Graf: Heinrich VIII. (1475–1486) (bis 1486 unter Vormundschaft) (1486–1513 Graf von Waldeck-Wildungen)
          - Regent: Philipp II. (1475–1486) (1486–1524 Graf von Waldeck-Eisenberg)

    - Württemberg
      - Stuttgart
        - Graf: Ulrich V. (1442–1480) (1419–1442 Graf von Württemberg)
        - Graf: Eberhard VI. (1480–1482) (1496–1498 Herzog von Württemberg)

      - Urach
        - Graf: Eberhard V. (1457–1482) (1482–1495 Graf von Württemberg, 1495–1496 Herzog von Württemberg)

- Italienische Staaten
  - Ferrara, Modena und Reggio
    - Herzog: Ercole I. d’Este (1471–1505)

  - Florenz (nominell Republik)
    - Signore: Lorenzo il Magnifico (1469–1492; de facto Herrscher)

  - Genua
    - Doge: Battista II. di Campofregoso (1478–1483)

  - Kirchenstaat
    - Papst: Sixtus IV. (1471–1484)

  - Mailand
    - Herzog: Gian Galeazzo Sforza (1476–1494)

  - Mantua
    - Markgraf: Federico I. Gonzaga (1478–1484)

  - Montferrat
    - Markgraf: Wilhelm X. (1464–1483)

  - Neapel
    - König: Ferrante (1458–1494)

  - Rimini
    - Herr: Roberto Malatesta (1468–1482)

  - Saluzzo
    - Markgraf: Ludwig II. (1475–1504)

  - San Marino
    - Capitano Reggente: Menetto di Menetto Bonelli (1479–1480)
    - Capitano Reggente: Fabrizio di Pier Leone Corbelli (1479–1480)
    - Capitano Reggente: Riccio di Andrea (1480)
    - Capitano Reggente: Marino Samaritani (1480)
    - Capitano Reggente: Evangelista di Girolamo Belluzzi (1480–1481)
    - Capitano Reggente: Antonio di Polinoro Lunardini (1480–1481)

  - Savoyen
    - Herzog: Philibert I. (1472–1482)

  - Sizilien (1412–1713 zu Aragon bzw. Spanien)
    - König: Ferdinand II. (1479–1516)
      - Vizekönig: Gaspar de Spes (1479–1489)

  - Urbino
    - Herzog: Federico da Montefeltro (1444–1482)

  - Venedig
    - Doge: Giovanni Mocenigo (1478–1485)

- Moldau
  - Fürst: Ștefan cel Mare (1457–1504)

- Monaco
  - Seigneur: Lambert (1457–1494)

- Norwegen
  - König: Christian I. (1450–1481)

- Osmanisches Reich
  - Sultan: Mehmet II. (1451–1481)

- Polen
  - König: Johann I. (1447–1492)

- Portugal
  - König: Alfons V. (1438–1481)

- Russland
  - Großfürst: Iwan III. (1462–1510)

- Savoyen
  - Herzog: Philibert I. (1472–1482)

- Schottland
  - König: Jakob III. (1460–1488)

- Schweden
  - Reichsverweser: Sten Sture der Ältere (1470–1497)

- Spanische Staaten
  - Aragon
    - König: Ferdinand II. (1479–1516) (1474–1504 König von Kastilien, 1506–1516 Regent von Kastilien, 1512–1516 König von Navarra, 1504–1516 König von Neapel)

  - Granada
    - Emir: Abu l-Hasan Ali (1464–1482, 1483–1485)

  - Kastilien
    - Königin: Isabella I. (1474–1504)
    - König: Ferdinand II. von Aragón (1474–1504) (de iure uxoris) (1506–1516 Regent von Kastilien, 1479–1516 König von Aragón und Sizilien, 1512–1516 König von Navarra, 1504–1516 König von Neapel)

  - Navarra
    - König: Franz Phoebus (1479–1483)

- Ungarn
  - König: Matthias Corvinus (1458–1490) (1471–1490 König von Böhmen)

- Venedig
  - Doge: Giovanni Mocenigo (1478–1485)

- Walachei
  - Fürst: Basarab Tepelus cel Tanar (1477–1481, 1481–1482)

- Zeta
  - Fürst: Ivan I. Crnojević (1465–1490)

- Zypern
  - Königin: Caterina Cornaro (1474–1489)